# ウバ州
ウバ州（シンハラ語: ඌව、タミル語: ஊவா、英語: Uva） は、スリランカのセイロン中央山脈東側に位置する州。シンハラ語の発音にあわせ、ウーワと表記することもある。標高1200m以上の地域は、高地高級茶で世界三大銘茶であるウバ紅茶の産地として知られる。州都はバドゥッラ。

## 地理
ウバ州はスリランカ中央高地の東側の地域に位置する。北から東にかけて東部州、北西で中部州、南西でサバラガムワ州、南で南部州と接する。

### 行政区画

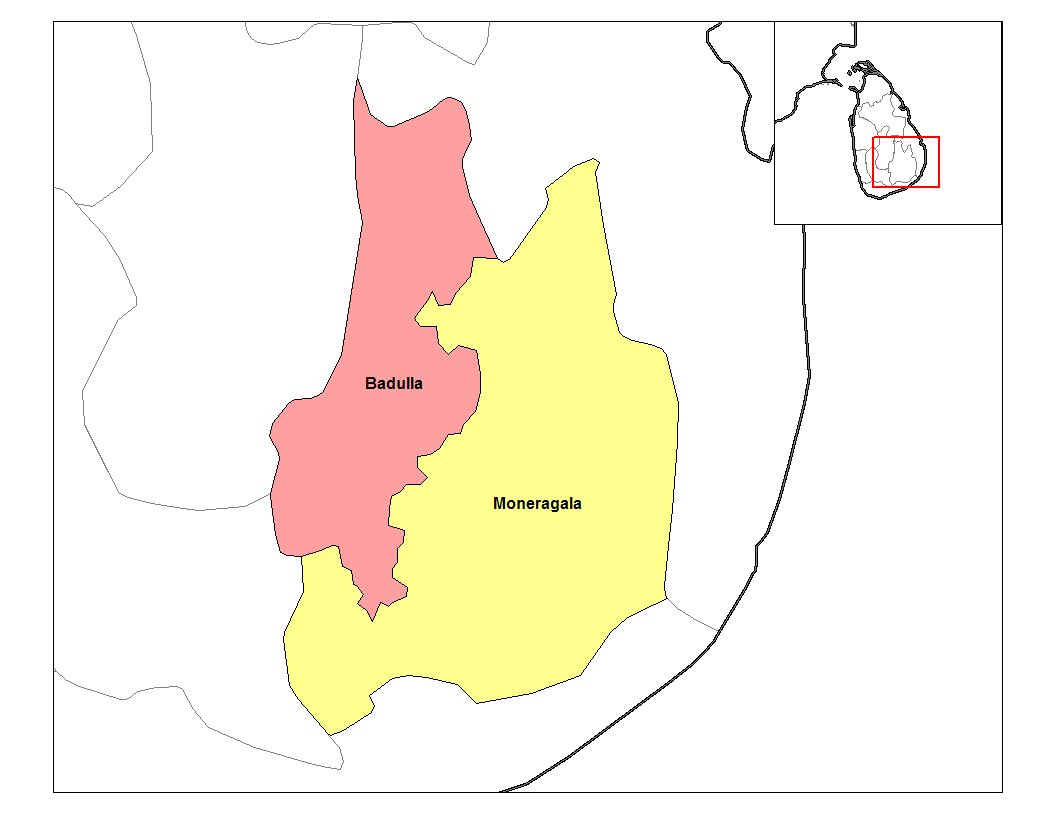
ウバ州の行政区画

ウバ州は2つの県から構成される。
- バドゥッラ県 2,861 km2
- モナラーガラ県 5,639 km2

### 主要な都市及び町
- バドゥッラ - Municipal Council
- モナラーガラ - Urban Council
- バンダーラウェラ - Municipal Council
- ハプタレー（英語版） - Urban Council